# Myxophaga
Il sottordine Myxophaga Crowson, 1955, è il più piccolo raggruppamento dell'ordine dei Coleoptera. Comprende specie di piccole dimensioni. Sono generalmente acquatici o associati ad ambienti umidi e si nutrono prevalentemente di alghe.

## Tassonomia
Il sottordine Myxophaga comprende le seguenti famiglie:
- Superfamiglia †Asiocoleoidea Rohdendorf, 1961
  - Famiglia †Asiocoleidae Rohdendorf, 1961
  - Famiglia †Tricoleidae Ponomarenko, 1969

- Superfamiglia †Rhombocoleoidea Rohdendorf, 1961
  - Famiglia †Rhombocoleidae Rohdendorf, 1961

- Superfamiglia †Schizophoroidea Ponomarenko, 1968
  - Famiglia †Schizophoridae Ponomarenko, 1968
  - Famiglia †Catiniidae Ponomarenko, 1968
  - Famiglia †Schizocoleidae Rohdendorf, 1961

- Superfamiglia Hinton, 1936 (1882)
  - Famiglia Lepiceridae Hinton, 1936 (1882)

- Superfamiglia Sphaeriusoidea Erichson, 1845
  - Famiglia Torridincolidae Steffan, 1964
  - Famiglia Hydroscaphidae LeConte, 1874
  - Famiglia Sphaeriusidae Erichson, 1845